# Bundesautobahn 143
De Bundesautobahn 143 (kortweg A143) is een Duitse autosnelweg in de deelstaat Saksen-Anhalt die westelijk van Halle loopt en in de toekomst de A14 met de A38 zal gaan verbinden. De A143 is onderdeel van de zogenaamde Mitteldeutsche Schleife.

## Stand van zaken
Het zuidelijke gedeelte van de A143 tussen de aansluiting Halle-Neustadt en Dreieck Halle-Süd is reeds opengesteld voor verkeer.
De Duitse Hoge Raad heeft op 17 januari 2007 met een uitspraak de bouw van het noordelijke gedeelte tegengehouden. De bouwplanvasstelling van mei 2005 was ontoereikend en moest met een verdergaande planvasstelling uitgebreid worden. Daar bij deze beoordeling ook de EU-milieubeschermingsrichtlijn werd betrokken, werd de bouw tot nu toe nog niet uitgevoerd.